# Rally de Escocia
El Rally de Escocia, oficialmente Scottish Rally es una prueba de rally que se disputa anualmente en Escocia desde 1932. La prueba se disputa en caminos de tierra que transcurren entre arboledas, en los alrededores de diferentes ciudades escocesas como Glasgow, Perth, Inverness, Dunoon o Dumfries. En 1960 no se celebró debido a la falta de participantes y hasta 1961 no hubo ganadores oficiales. En los años 60 y 70 los pilotos extranjeros comenzaron a dominar la prueba, especialmente los finlandeses que vencieron en varias ocasiones, como Simo Lampinen (1969), Ari Vatanen (1977) pero especialmente Hannu Mikkola que venció en cinco ocasiones (1972, 1978, 1980, 1982 y 1984). En 1978 fue incluido en la FIA Cup for Rally Drivers predecesora del campeonato del mundo de pilotos. Fue puntuable para el Campeonato de Europa de Rally y desde 2000 fue puntuable para el Campeonato Británico de Rally y del Campeonato Escocés de Rally.

## Palmarés
| Año                                                     | Edición                       | Piloto                        | Copiloto                      | Automóvil                     | Series                        |
| ------------------------------------------------------- | ----------------------------- | ----------------------------- | ----------------------------- | ----------------------------- | ----------------------------- |
| Entre 1932 y 1959 no se declararon ganadores oficiales. |                               |                               |                               |                               |                               |
| 1961                                                    | 17.º Scottish Rally           | John Melvin                   | Anne Melvin                   | Sunbeam Alpine                |                               |
| 1962                                                    | 18.º Scottish Rally           | Andrew Cowan                  | David Thomson                 | Sunbeam Rapier                |                               |
| 1963                                                    | 19.º Scottish Rally           | Andrew Cowan                  | David Thomson                 | Sunbeam Rapier                |                               |
| 1964                                                    | 20.º Scottish Rally           | Roger Clark                   | Jim Porter                    | Ford Cortina GT               |                               |
| 1965                                                    | 21.º Scottish Rally           | Roger Clark                   | Jim Porter                    | Ford Cortina GT               |                               |
| 1966                                                    | 22.º Scottish Rally           | Tony Fall                     | Mike Wood                     | Mini Cooper S                 |                               |
| 1967                                                    | 23.º Scottish Rally           | Roger Clark                   | Jim Porter                    | Ford Cortina GT               |                               |
| 1968                                                    | 24.º Scottish Rally           | Roger Clark                   | Jim Porter                    | Ford Escort RS1600            |                               |
| 1969                                                    | 25.º Scottish Rally           | Simo Lampinen                 | Arne Hertz                    | Saab 96                       |                               |
| 1970                                                    | 26.º Scottish Rally           | Brian Culcheth                | Johnstone Syer                | Triumph 2.5 Pi                | ERC                           |
| 1971                                                    | 27.º Scottish Rally           | Chris Sclater                 | John Davenport                | Ford Escort RS 1600           | ERC                           |
| 1972                                                    | 28.º Scottish Rally           | Hannu Mikkola                 | Hamish Cardno                 | Ford Escort RS 1600           | ERC                           |
| 1973                                                    | 29.º Scottish Rally           | Roger Clark                   | Jim Porter                    | Ford Escort RS1600            | ERC                           |
| 1974                                                    | Cancelado debido a una huelga | Cancelado debido a una huelga | Cancelado debido a una huelga | Cancelado debido a una huelga | Cancelado debido a una huelga |
| 1975                                                    | 30.º Scottish Rally           | Roger Clark                   | Jim Porter                    | Ford Escort RS 1600           | ERC                           |
| 1976                                                    | 31.er Scottish Rally          | Russell Brookes               | John Brown                    | Ford Escort RS 1800           | ERC                           |
| 1977                                                    | 32.º Scottish Rally           | Ari Vatanen                   | Peter Bryant                  | Ford Escort RS 1800           | ERC                           |
| 1978                                                    | 33.er Scottish Rally          | Hannu Mikkola                 | Arne Hertz                    | Ford Escort RS 1800           | FIA cup, ERC                  |
| 1979                                                    | 34.º Scottish Rally           | Pentti Airikkala              | Risto Virtanen                | Vauxhall Chevette             | ERC                           |
| 1980                                                    | 35.º Scottish Rally           | Hannu Mikkola                 | Arne Hertz                    | Ford Escort RS 1800           | ERC                           |
| 1981                                                    | 36.º Scottish Rally           | Tony Pond                     | Mike Nicholson                | Vauxhall Chevette             | ERC                           |
| 1982                                                    | 37.º Scottish Rally           | Hannu Mikkola                 | Arne Hertz                    | Audi Quattro                  | ERC                           |
| 1983                                                    | 38.º Scottish Rally           | Stig Blomqvist                | Bjorn Cederberg               | Audi Quattro                  | ERC                           |
| 1984                                                    | 39.º Scottish Rally           | Hannu Mikkola                 | Phil Short                    | Audi Quattro A2               | ERC                           |
| 1985                                                    | 40.º Scottish Rally           | Malcolm Wilson                | Nigel Harris                  | Audi Quattro A1               | ERC                           |
| 1986                                                    | 41.er Scottish Rally          | Mikael Sundstrom              | Voitto Silander               | Peugeot 205 T16               | ERC                           |
| 1987                                                    | 42.º Scottish Rally           | David Llewellin               | Phil Short                    | Audi Quattro                  | ERC                           |
| 1988                                                    | 43.er Scottish Rally          | Jimmy McRae                   | Rob Arthur                    | Ford Sierra RS Cosworth       | ERC                           |
| 1989                                                    | 44.º Scottish Rally           | David Llewellin               | Phil Short                    | Toyota Celica GT-Four ST165   | ERC                           |
| 1990                                                    | 45.º Scottish Rally           | David Llewellin               | Phil Short                    | Toyota Celica GT-Four ST165   | ERC                           |
| 1991                                                    | 46.º Scottish Rally           | Colin McRae                   | Derek Ringer                  | Subaru Legacy RS              | ERC                           |
| 1992                                                    | 47.º Scottish Rally           | Colin McRae                   | Derek Ringer                  | Subaru Legacy RS              | ERC                           |
| 1993                                                    | 48.º Scottish Rally           | Richard Burns                 | Robert Reid                   | Subaru Legacy RS              | ERC                           |
| 1994                                                    | 49.º Scottish Rally           | Malcolm Wilson                | Bryan Thomas                  | Ford Sierra RS Cosworth       | ERC                           |
| 1995                                                    | 50.º Scottish Rally           | Tomas Abrahamsson             | Mike Kidd                     | Ford Escort RS Cosworth       | ERC                           |
| 1996                                                    | 51.er Scottish Rally          | Harri Rovanperä               | Juha Repo                     | Mitsubishi Lancer Evolution   | ERC                           |
| 1997                                                    | 52.º Scottish Rally           | Alister McRae                 | David Senior                  | VW Golf GTi Kit Car           |                               |
| 1998                                                    | 53.er Scottish Rally          | Alister McRae                 | David Senior                  | VW Golf GTi Kit Car           |                               |
| 1999                                                    | 54.º Scottish Rally           | Tapio Laukkanen               | Kaj Lindstrom                 | Renault Maxi Mégane           |                               |
| 2000                                                    | 55.º Scottish Rally           | Tapio Laukkanen               | Kaj Lindstrom                 | VW Golf                       |                               |
| 2001                                                    | 56.º Scottish Rally           | Dave Weston                   | Neil Shanks                   | Subaru Impreza WRC            |                               |
| 2002                                                    | 57.º Scottish Rally           | Jonny Milner                  | Nicky Beech                   | Toyota Corolla WRC            |                               |
| 2003                                                    | 58.º Scottish Rally           | Jonny Milner                  | Nicky Beech                   | Toyota Corolla WRC            |                               |
| 2004                                                    | 59.º Scottish Rally           | Jonny Milner                  | Nicky Beech                   | Subaru Impreza WRC            |                               |
| 2005                                                    | 60.º Scottish Rally           | Mark Higgins                  | Bryan Thomas                  | Ford Focus RS WRC             |                               |
| 2006                                                    | 61.er Scottish Rally          | Dave Weston                   | Dave Robson                   | Ford Focus RS WRC             |                               |
| 2007                                                    | 62.º Scottish Rally           | Gary Adam                     | Gordon Adam                   | Subaru Impreza                |                               |
| 2008                                                    | 63.er Scottish Rally          | Dave Weston                   | Dave Robson                   | Ford Focus RS WRC             |                               |
| 2009                                                    | 64.º Scottish Rally           | Mike Faulkner                 | Peter Foy                     | Mitsubishi Lancer Evo VI      |                               |
| 2010                                                    | 65.º Scottish Rally           | David Bogie                   | Kevin Rae                     | Mitsubishi Lancer Evo IX      |                               |
| 2011                                                    | 66.º Scottish Rally           | Jock Armstrong                | Kirsty Riddick                | Subaru Impreza                |                               |
| 2012                                                    | 67.º Scottish Rally           | David Bogie                   | Kevin Rae                     | Mitsubishi Lancer Evo IX      |                               |
| 2013                                                    | 68.º RSAC Scottish Rally BRC  | Alastair Fisher               | Gordon Noble                  | Citroën DS3 R3T               |                               |
| 2014                                                    | 69.º RSAC Scottish Rally      | Daniel McKenna                | Arthur Kierans                | Citroën DS3 R3T               |                               |
| 2015                                                    | 70.º RSAC Scottish Rally      | David Bogie                   | Kevin Rae                     | Ford Fiesta R5+               |                               |
| 2016                                                    | 71.er RSAC Scottish Rally     | Elfyn Evans                   | Craig Parry                   | Ford Fiesta R5                |                               |
| 2017                                                    | 72.º RSAC Scottish Rally      | David Bogie                   | Kevin Rae                     | Škoda Fabia R5                |                               |
| 2018                                                    | 73.er RSAC Scottish Rally     | David Bogie                   | Kevin Rae                     | Škoda Fabia R5                |                               |
| 2019                                                    | 74.º RSAC Scottish Rally      | David Bogie                   | John Rowan                    | Škoda Fabia R5                |                               |